# Tritonenbrunnen (Valletta)
Der Tritonenbrunnen (englisch Triton Fountain, maltesisch Funtana tat-Tritoni) ist ein Springbrunnen, der in der maltesischen Hauptstadt Valletta auf dem Triton Fountain Square unweit des City Gate (Stadttor) steht.
Er wurde nach Vorlagen des einheimischen Bildhauers Vincent Apap in den Jahren 1955 bis 1959 gefertigt.

## Geschichte

### Vorgeschichte
Der Brunnen befindet sich in der maltesischen Hauptstadt Valetta auf dem Gelände der früheren Lünette von St. Madeleine. Dieses Bollwerk aus dem 17. Jahrhundert schützte den Eingang zur Stadt. Nachdem die Lünette im 19. Jahrhundert abgebaut worden war, schütteten die Einwohner den zugehörigen Graben zu und schufen über eine neue Brücke einen Straßenzugang zur Innenstadt. 
Während der Kolonialzeit, im Jahr 1952, entstand in der Koalitionsregierung unter Sir Paul Boffa (Partit Nazzjonalista) und Giorgio Borg Olivier sowie der Partit Laburista die Idee, einen monumentalen Schmuckbrunnen auf dem durch die abgetragene Lunette frei gewordenen Platz der Hauptstadt aufzustellen. Das für öffentliche Arbeiten und Wiederaufbau zuständige Ministerium schrieb einen Gestaltungswettbewerb aus. Aus den eingegangenen Vorschlägen wählten Stadtplaner das Modell für einen Tritonen-Brunnen des Bildhauers Vincent Apap (1909–2003) unter Mitwirkung von Victor Anastasi (1913–1993) zur Realisierung aus. Von Anastasi stammen die Pläne des technischen und architektonischen Layouts. Mit der Figur des Triton knüpfte Apap an die maritime Geschichte Maltas an. Er hatte sich, gemäß später aufgefundener Skizzen, von den römischen Brunnen Fontana delle Tartarughe und der Fontana delle Naiadi inspirieren lassen.

### Bau
Apap fertigte zunächst ein 1:1 Gipsmodell der Brunnenfiguren, dann entstanden die Bronzefiguren in einer Gießerei in Neapel. 
Vor Ort erfolgten von 1955 bis 1958 Ausschachtungs-, Maurer- und Installationsarbeiten. 
Das Monument wurde am 16. Mai 1959 feierlich eingeweiht, der Platz erhielt danach seinen Namen Triton Fountain Square.
Die zuerst geplante obere Wasserschale wurde bei der Errichtung dieses Denkmals als zu schwer für die Figurengruppe befunden. Eine Schiffswerft aus Malta lieferte daraufhin eine leichtere Schale, die zwecks weiterer Gewichtsverringerung durch das einströmende Wasser einen flachen luftgefüllten Tank trug.

### Nutzung und deren Konsequenzen
In den ersten Jahrzehnten diente der Brunnen häufig als Kulisse für Musikfestivals. Die Besucher beschädigten bei ihrer „Belagerung“ große Teile der Brunnenanlage, vor allem die leichte obere Schale und den Bronzetank darin. Der erhöhte Wasserdruck beschädigte daraufhin auch einen der Arme eines Triton, was wiederum zum Bruch der Bronzeschale führte und die Arme der anderen Tritonen ebenfalls zerstörte.
So mussten ab Mitte der 1980er Jahre Sanierungsmaßnahmen durchgeführt werden, bei denen die Firma Malta Drydocks das Bronzebecken reparierte, das jedoch verzogen blieb. Die beschädigten Triton-Figuren wurden ebenfalls repariert, und zur Verbesserung der Statik erhielt die Figurengruppe eine zentrale Bronzesäule, die Apap wieder modelliert hatte. Sie stellt einen aufsteigenden Möwenschwarm dar und wurde 1986 installiert. Darin sind nun auch alle Wasserleitungen verborgen einschließlich der Zuleitungen zu den Tritonarmen. Das übrige Wasser tritt aus der Möwensäule und aus Fontänen in den verschiedenen Becken aus.
Seit 2012 steht der Schmuckbrunnen unter Denkmalschutz, er ist im Nationalen Inventar des Kulturguts der Maltesischen Inseln aufgeführt.
Im April 2011 schlug das zuständige Ministerium vor, den Brunnen an andere Stelle zu versetzen. Er sei nicht mehr zeitgemäß, weil er aus der Kolonialzeit stamme, und außerdem müsse er dringend repariert werden. Schließlich sollten dann nur noch die Skulpturen wirken, die Brunnenfunktion sollte nicht wieder hergestellt werden.
Offenbar wurde dieser Vorschlag nicht realisiert, der Brunnen steht noch auf seinem Platz und markiert damit auch den Eingang zur Innenstadt.

### „Die Zeit für eine umfangreiche Sanierung ist nun gekommen“
Trotz der Sanierungsmaßnahmen wurden in den 2010er Jahren wieder Risse an den Tritonen festgestellt, die Travertinplatten sind verschmutzt, Korrosion tritt an Leitungen auf. Dazu hat die Abteilung für Verträge des Ministeriums für Verkehr und Infrastruktur im Jahr 2015 ein Basisdokument veröffentlicht, dass die Wiederherstellung des Brunnens in seinem ursprünglichen Aussehen und seiner ursprünglichen Funktion zum Ziel hat. Dabei dürfen moderne Technologien und Standards verwendet werden, um den authentischen architektonischen Wert des Triton-Brunnens als sichtbares und dynamisches nationales Denkmal zu verbessern.
Wie aktuelle Fotos vom Beginn des Jahres 2017 zeigen, wurde mit der Reparatur begonnen, die Figuren sind abgebaut. 2018 wurden die Renovierungsarbeiten abgeschlossen.

## Beschreibung
Das wichtigste Element des Brunnens sind drei rund 2,50 m hohe Tritonen, die in dramatischen Posen jeder nur mit einem aufgereckten Arm gemeinsam eine fast runde Wasserschale (vaschietta; Durchmesser etwa 3,50 m) über ihren Köpfen halten. Alle drei Figuren befinden sich auf einer runden Plinthe, zwei sitzend und die dritte kniend. Die Tritonen, die Möwensäule und die oberste Wasserschale sind aus Bronze gegossen.

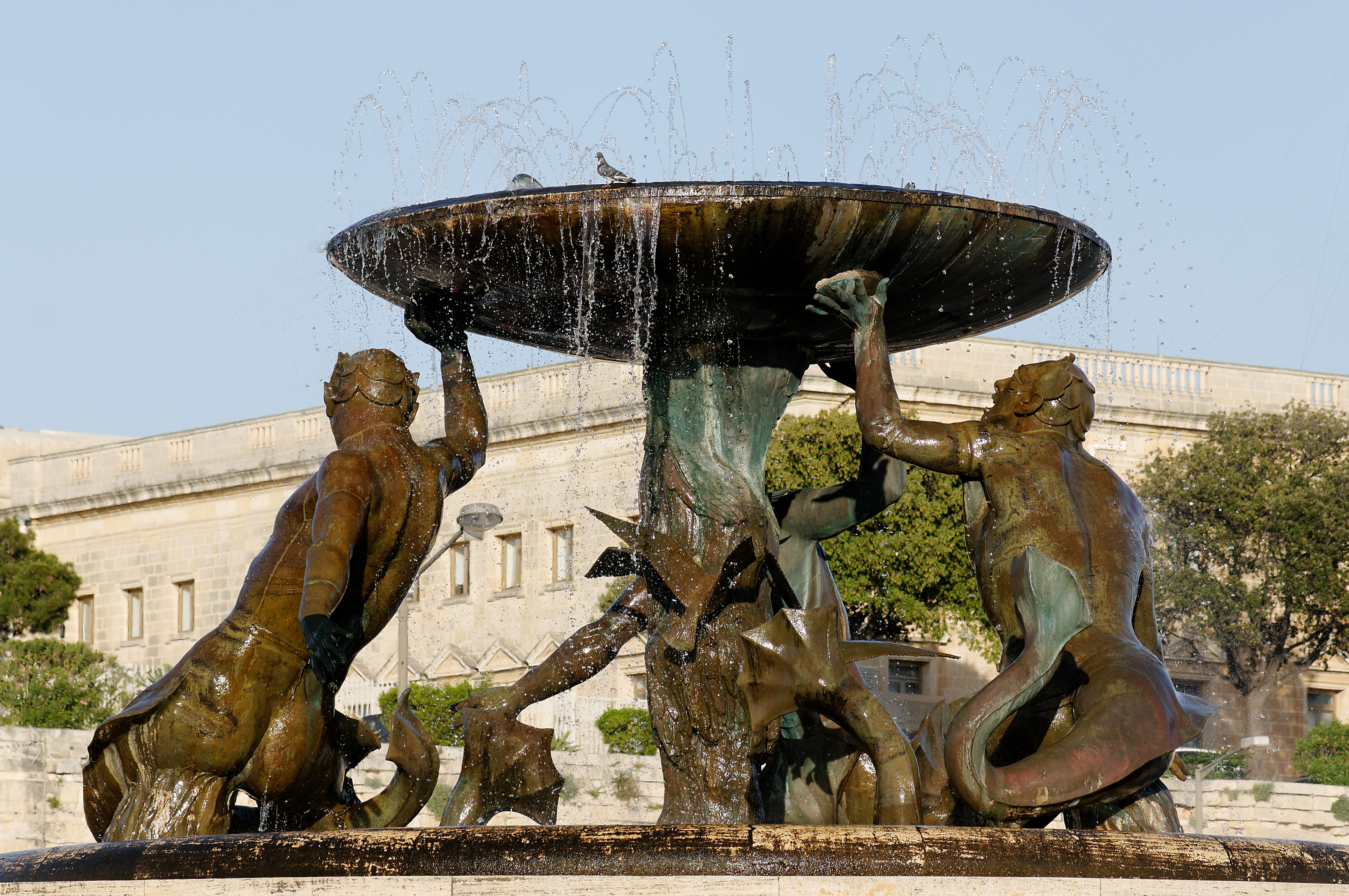
Brunnenfiguren

Alle drei Figuren schauen auf das Stadttor. Die Haltung der Tritonen vermittelt sowohl ein Gefühl von Kraft, als auch ein Gefühl von Monumentalität, die durch die dynamische Spiralbewegung entsteht. Diese Bewegung wird durch die aus der obersten Schale entspringenden Wasserstrahlen und durch die unteren in das Brunnenbecken gerichteten Wasserstrahlen unterstrichen. 
Die Figurengruppe steht auf einem Postament, das leicht erhöht in einem runden Wasserbecken, der Bacino centrale (Durchmesser etwa 16 m) angeordnet ist. Dieses Wasserbecken wird umgeben von einem noch breiteren wasserführenden Becken, dem vasca intermedia, das etwa einen Meter hoch ist und rundherum mit Blatt-Ornamenten aus Travertin symmetrisch verziert ist. Von hier läuft das herunterströmende Brunnenwasser schließlich in ein äußeres Becken mit einem Außendurchmesser von etwa 30 Meter, dem vasca inferiore, das das Zentrum eines Kreisverkehrsplatzes markiert und über drei Stufen allseits erreichbar ist. Alle Becken bestehen aus Stahlbeton und ihre 1,50 m breiten Ränder laden zum Sitzen ein. 
Unter der gesamten Anlage sind Durchgänge und Kammern angelegt, um die Wasser- und Elektroleitungen zu warten und Inspektionen zu ermöglichen. Dieses unterirdische System mit einer Gesamtfläche von 170 Quadratmetern ist von einem Mannloch auf dem Pflaster vor dem Brunnen erreichbar.
Bei Dunkelheit wird der Brunnen angestrahlt.